# Salts al Campionat del Món de natació de 2001
La competició de salts al Campionat del Món de natació de 2001 es realitzà a la piscina de la prefectura de la ciutat de Fukuoka (Japó).

## Proves
Es realitzaren sis proves, separades en competició masculina i competició femenina:
- trampolí 1 m
- trampolí 3 m
- plataforma 10 m

En aquesta edició s'hi incorporà la competició de salts sincronitzats en:
- trampolí 3 m
- plataforma 10 m

## Resum de medalles

### Categoria masculina
| Event                          | Or                                  | Or     | Plata                                 | Plata  | Bronze                                    | Bronze |
| trampolí 1 m.                  | Wang Feng (CHN)                     | 444.03 | Wang Tianling (CHN)                   | 433.14 | Alexander Dobroskok (RUS)                 | 414.21 |
| trampolí 3 m.                  | Dmitri Saütin (RUS)                 | 725.82 | Wang Tianling (CHN)                   | 717.27 | Ken Terauchi (JPN)                        | 712.38 |
| plataforma 10 m.               | Tian Liang (CHN)                    | 688.77 | Alexandre Despatie (CAN)              | 670.95 | Mathew Helm (AUS)                         | 670.23 |
|                                |                                     |        |                                       |        |                                           |        |
| trampolí 3 m. sincronitzat     | R.P. de la XinaPeng Bo · Wang Kenan | 342.63 | MèxicJoel RodrÍguez · Fernando Platas | 338.49 | RússiaAlexander Dobroskok · Dmitri Saütin | 335.19 |
| plataforma 10 m. sincronitzada | R.P. de la XinaTian Liang · Hu Jia  | 361.41 | MèxicEduardo Rueda · Fernando Platas  | 336.63 | UcraïnaRoman Volodkov · Anton Zakharov    | 336.06 |

### Categoria femenina
| Event                          | Or                                      | Or     | Plata                                             | Plata  | Bronze                                   | Bronze |
| trampolí 1 m.                  | Blythe Hartley (CAN)                    | 300.81 | Wu Minxia (CHN)                                   | 297.57 | Zhang Jing (CHN)                         | 294.15 |
| trampolí 3 m.                  | Guo Jingjing (CHN)                      | 596.67 | Irina Lashko (AUS)                                | 552.39 | Yuliya Pakhalina (RUS)                   | 543.54 |
| plataforma 10 m.               | Xu Mian (CHN)                           | 532.65 | Duan Qing (CHN)                                   | 522.54 | Loudy Tourky (AUS)                       | 511.50 |
|                                |                                         |        |                                                   |        |                                          |        |
| trampolí 3 m. sincronitzat     | R.P. de la XinaWu Minxia · Guo Jingjing | 347.31 | RússiaYoulia Pakhalina · Vera Ilynia              | 320.61 | AlemanyaDitte Kotzian · Conny Schmalfuss | 303.03 |
| plataforma 10 m. sincronitzada | R.P. de la XinaDuan Qing · Sang Xue     | 329.94 | RússiaEvgeniya Olshevskaya · Svetlana Timoshinina | 306.90 | JapóTakiri Miyazaki · Emi Otsuki         | 297.00 |

## Medaller
| Posició | País            | Or | Plata | Bronze | Total |
| 1       | R.P. de la Xina | 8  | 4     | 1      | 13    |
| 2       | Rússia          | 1  | 2     | 3      | 6     |
| 3       | Canadà          | 1  | 1     | 0      | 2     |
| 4       | Mèxic           | 0  | 2     | 0      | 2     |
| 5       | Austràlia       | 0  | 1     | 2      | 3     |
| 6       | Japó            | 0  | 0     | 2      | 1     |
| 7       | Alemanya        | 0  | 0     | 1      | 1     |
| 7       | Ucraïna         | 0  | 0     | 1      | 1     |
| Total   | Total           | 10 | 10    | 10     | 30    |